# Sadah
Koordinaten: 17° 3′ N, 55° 4′ O
Sadah (arabisch سدح, DMG Sadaḥ) ist ein Dorf und ein Verwaltungsbezirk (Wilaya) im Gouvernement Dhofar im Südwesten des Sultanats Oman.

## Geschichte
Das Wilaya Sadah war früher, wie die gesamte Küste Dhofars, für seinen Weihrauch-Handel berühmt. Dabei wurde das kostbare Harz über die Häfen Sadah und Hasik ausgeführt. Beide Häfen boten durch ihre geografische Lage natürlichen Schutz gegen Stürme.

## Geographie/Lage/Verkehrsverbindungen
Der Ort Sadah liegt ungefähr 135 km östlich von Salala entfernt und ist über die gut ausgebaute, asphaltierte Hauptstraße Nr. 49 zu erreichen.

## Wirtschaft
Im Wilaya Sadah gehen die Leute traditionellem Handwerk nach, wobei aber immer noch das Sammeln des begehrten Weichrauchs dominiert. Außerdem werden Viehzucht und die Imkerei betrieben. Daneben wird der Fischerei (insbesondere Austern) und dem Quallentauchen nachgegangen.

## Demographie
Die Bevölkerung im Verwaltungsbezirk Sadah wuchs lt. offiziellen Angaben in den Jahren von 2003 bis 2008 jährlich um durchschnittlich 4,1 %, wobei der CAGR des Inländeranteils um 2,2 % und der CAGR des Ausländeranteils weitaus stärker um 10,1 % anstieg. Die Zahlen im Einzelnen:
| Wilaya Sadah      | 2010   | 2009   | 2008   | 2007   | 2006   | 2005   | 2004   | 2003   |
| ----------------- | ------ | ------ | ------ | ------ | ------ | ------ | ------ | ------ |
| Gesamtbevölkerung | 6384   | 7367   | 6682   | 6405   | 6028   | 5865   | 5636   | 5463   |
| davon Inländer    | 4585   | 4875   | 4748   | 4635   | 4534   | 4429   | 4326   | 4266   |
| davon Ausländer   | 1799   | 2492   | 1934   | 1770   | 1494   | 1436   | 1310   | 1197   |
| Ausländerquote    | 28,2 % | 33,8 % | 28,9 % | 27,6 % | 24,8 % | 24,5 % | 23,2 % | 21,9 % |

## Sehenswürdigkeiten
- In der Ansiedlung selbst gibt es einige sehenswerte Häuser im traditionellen dhofarischen/hadramischen Stil.
- Wenn man kurz vor Sadah in Richtung Hadbin abbiegt kann man kurz vor Hadbin auf den ca. 1.000 m hohen Jebel Nuss fahren, von dem man eine herlichte Aussicht über die Küste genießen kann.[5]
- Sadah verfügt über ein schönes Fort.
- Im weiter nördlich gelegenen Hasik befinden sich einige Überreste einer antiken Stadt und ein Mausoleum für den Propheten Saleh bin Hud am Fuße des Jebel Nuss (englisch Jebel Nous).
- In den Bergen befinden sich viele Höhlen. Von der Quelle Ain Laja wird die Bevölkerung mit Trinkwasser versorgt.[6]